# دو بونت
دو بونت (بالإنجليزية: DuPont)‏: هي شركة كيميائية أميركية، تأسست في تموز / يوليو 1802 كمطحنة للبارود من قبل إلوتير إرينيه دو بونت (Eleuthère Irénée du Pont). شركة دو بونت حاليًا هي ثاني أكبر شركة كيماويات في العالم (وراء باسف BASF) من حيث القيمة السوقية، والرابعة (وراء باسف، داو الكيميائية، إنيوس) في الإيرادات. سعر أسهمها هو أيضا من العناصر المكونة لمؤشر داو جونز الصناعي.
في القرن العشرين، قادت دوبونت ثورة البوليمر عن طريق تطوير العديد من المواد الناجحة للغاية مثل فيسبل (Vespel)، نيوبرين، النايلون، كوريان (Corian)، تفلون، مايلر (ارميد) ، كيفلر (نسيج)، ألياف إم5، زمدرين، نومكس (نسيج)، التايفك، ليكرا (الاسباندكس) وأراميد وقد شاركت دوبونت مشاركة كبيرة في صناعة المبردات، وتطوير وإنتاج سلسل غاز الفريونات (CFCs)، ولاحقًا مبردات أكثر ملاءمة للبيئة. وأوجدت في صناعة الطلاء والخضب، الدهانات الاصطناعية، مثل (ChromaFlair).

## تاريخ

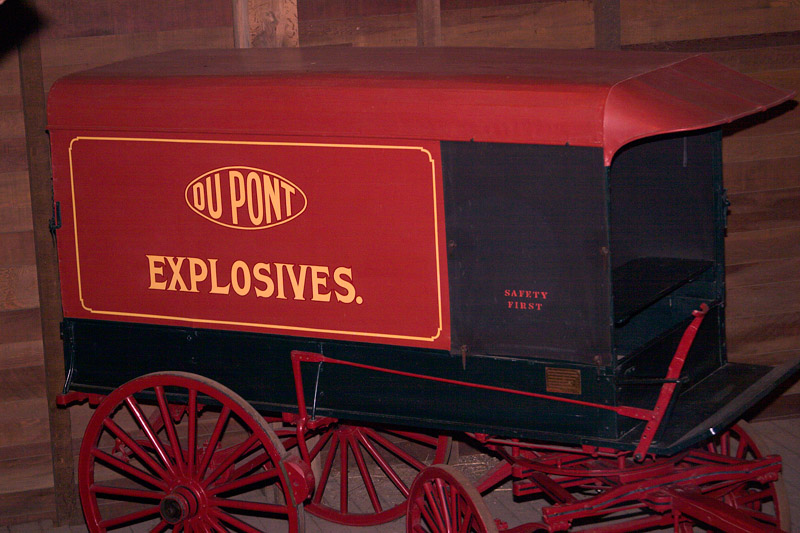
عربة دو بونت الأصلية لمسحوق البارود

### 1802
تأسست دو بونت في عام 1802 من قبل إلوتير إرينيه دو بونت، باستخدام رأس المال من فرنسا وآلات طحن للبارود مستوردة أيضًا من فرنسا. بدأت الشركة في إحدى المطاحن على خليج برانديواين، بالقرب من ويلمنغتون في ديلاوير، في الولايات المتحدة الأمريكية. وبعد عامين غادر هو وأسرته فرنسا هربا من الثورة الفرنسية. وبدأت كشركة مصنعة للبارود، حيث لاحظ دو بونت أن هذه الصناعة في أمريكا الشمالية ما زالت متخلفة عن أوروبا وشهدت السوق لذلك. نمت الشركة بسرعة، وبحلول منتصف القرن التاسع عشر، أصبحت أكبر مورد للبارود إلى جيش الولايات المتحدة، موردة ما يصل إلى نصف البارود الذي استخدمه جيش الاتحاد أثناء الحرب الأهلية الأمريكية. أعلن موقع المطحنة كمعلم تاريخي وطني في عام 1966 وأصبح الآن المتحف الذي يغطي هذا التاريخ ويمكن زيارته اليوم.

### 1902 إلى 1912
استمرت دو بونت في التوسع، وانتقلت إلى إنتاج الديناميت ومسحوق لا دخاني (نوع من المتفجرات يتركب أساساً من النتروسليولوز، ولا تعطي دخاناً عند انفجارها). وفي عام 1902، توفي رئيس دو بونت، يوجين دو بونت، فباع الشركاء الشركة لثلاث من كبار أحفاد المؤسس الأصلي. بعد ذلك اشترت الشركة عدة شركات كيميائية أصغر، وفي عام 1912 أدت هذه الأعمال إلى انتقاد شديد من الحكومة تحت اسم قانون شيرمان لمكافحة الاحتكار. وأعلنت المحاكم أن هيمنة الشركة على تجارة المتفجرات يشكل احتكارًا وأمر بتصفية الاستثمار. أدى حكم المحكمة إلى إنشاء شركة مسحوق هرقل (الآن شركة هرقل) وشركة مسحوق أطلس (الآن AstraZeneca استرا زينيكا).
أسست دو بونت أيضًا إثنتين من المختبرات الصناعية الأولى في الولايات المتحدة، حيث بدأ العمل على كيمياء السيليلوز، وطلاء الورنيش وغيرها من المنتجات غير المتفجرة. أسسست الإدارة المركزية للبحوث في دوبونت في المحطة التجريبية، عند الطرف المقابل لخليج براندواين حيث مطحنة البارود الأصلية.

### 1914
في عام 1914، استثمر س. بيير دو بونت في صناعة السيارات، وشراء الأوراق المالية لشركة جنرال موتورز. وفي العام التالي دعي إلى أن يكون رئيس مجلس إدارة جنرال موتورز، وفي نهاية المطاف سيتم تعيينه رئيسًا للشركة. ولذلك قامت شركة دو بونت بالصراع مع شركة السيارات أخرى بمبلغ 25 مليون دولار لشراء الأوراق المالية من جنرال موتورز. وفي عام 1920 ،انتخب س. بيير دو بونت رئيسًا لشركة جنرال موتورز. في إطار توجيهات دو بونت، أصبحت جنرال موتورز شركة السيارات الأولى في العالم. ولكن، في عام 1957، وبسبب نفوذ دو بونت داخل جنرال موتورز، أجبرت دو بونت بسبب مزيد من الإجراءات وفي إطار قانون مكافحة الاحتكار كلايتون إلى تصفية أسهمها في شركة جنرال موتورز.

### 1920
في 1920، واصلت دو بونت التركيز على علم المواد، والتعاقد مع والاس كاروثرز للعمل على البوليمرات في عام 1928. اكتشف كاروثرز النيوبرين، أول مطاط صناعي، والبولي استر في عام 1935، والنايلون. وتبعه اكتشاف اللوسايت والتفلون بعد سنوات قليلة. وفي سنة 1935 أيضًا قدمت دو بونت لأول مرة الفينوثيازين (phenothiazine) كمبيد للحشرات.

### الحرب العالمية الثانية
لقد إدعى البعض أنه، وطبقًا للوثائق التي عثر عليها في أوشفيتز(معسكر نازي)، أن دو بونت صنعت وسلمت إلى الألمان غاز سيكلون ب (Zyklon B) وهو الغاز الذي استعمله الألمان في مذابح الهولوكوست. ودو بونت مع إثنتين من الشركات الألمانية، (Tesch/Stabenow)و (Degesch)، أنتجوا غاز سيكلون ب، بعد أن حصولوا على براءة الاختراع من شركة إي.غة. فاربن (IG Farben). موقع أوشفيتز على الشبكة العنكبوتية، يقول فقط عن موضوع إنتاج غازسيكلون ب: "إن غاز سيكلون ب الذي استخدم في اوشفيتز كان من إنتاج شركة تدعى (Degesch) (Deutsche Gesellschaft für Schädlingsbekämpfung mbH)، ومقرها في فرانكفورت وتشكيل جزء من المجموعة الدولية Farbenindustrieا. استعمل غاز سيكلون ب في ألمانيا خلال الحرب وقبلها باعتباره مادة تدخين في مكافحة الحشرات، ولا يوجد سبب لكي يحصل النازيون على هذه المادة من الولايات المتحدة، حتى لو وجد تفسير معقول لقيامها بذلك بعد اعلانها الحرب ضد نفس الأمة.
وطوال هذه الفترة، واصلت الشركة كونها المنتج الرئيسي في كلا الحربين العالميتين، ولعبت دورًا كبيرًا في مشروع مانهاتن في عام 1943، في تصميم، وبناء وتشغيل محطة إنتاج هانفورد للبلوتونيوم، ومحطة نهر سافانا في كارولينا الجنوبية.

### 1950 إلى 1970
بعد الحرب، واصلت دو بونت التركيز على المواد الجديدة، وتطوير مايلر (Mylar)، داكرون، أورلون، ليكرا في 1950، وتيفك، نومكس، كيانا، كورفام، كوريان في عام 1960. وكانت مواد دو بونت حاسمة في تحقيق نجاح برنامج الفضاء أبولو.
كانت دوبونت الشركة الرئيسية وراء تنمية الدروع الجسدية الحديثة. وفي الحرب العالمية الثانية، استخدم النايلون المنتج في دو بونت لصنع سترات واقية من الرصاص لسلاح الجو الملكي البريطاني. ومع تطور كيفلر في 1960، بدأت دو بونت التجارب لمعرفة إمكانية أن تبدي مقاومة للرصاص. أدى هذا البحث لاحقًا إلى السترات المقاومة للرصاص التي تعتبر دعامة أساسية لوحدات الشرطة والوحدات العسكرية في العالم الصناعي.

### 1981 إلى 1995
وفي عام 1981، اشترت دو بونت شركة كونوكو (Conoco Inc.)، وهي أكبر شركة أمريكية منتجة للنفط والغاز، مما أعطى لدوبونت مصدر آمن من النفط الذي يعتبر المادة الأولية اللازمة لتصنيع العديد من منتجات البلاستيك والألياف. إن هذا الشراء، جعل دو بونت واحدة من أكبر عشرة منتجين للنفط والغاز الطبيعي والتكرير في الولايات المتحدة، وقد جاء هذا بعد حرب عروض مع الشركة العملاقة سيجرام للتقطير المحدودة، التي أصبحت أكبر مساهم وحيد مع دو بونت مع أربعة مقاعد في مجموعة المديرين.
وفي 6 نيسان / أبريل، عام 1995، بعد التقرب من الرئيس التنفيذي لسيجرام، إدغار برونفمان، أعلنت دو بونت التوصل إلى اتفاق اشترت بموجبه الشركة جميع الأسهم المملوكة لسيجرام.

### 1999
وفي عام 1999، باعت دو بونت جميع أسهمها من شركة كونوكو، ودمج الأعمال التجارية مع شركة فيليبس للبترول. في ذلك العام، حوّل الرئيس التنفيذي للشركة، هوليداي تشاد، تركيز الشركة إلى إنتاج الكيماويات بدءًا من النباتات الحية بدلا من معالجتها من النفط.